# Utetheisa
Utetheisa este un gen de insecte lepidoptere din familia Arctiidae.

## Galerie

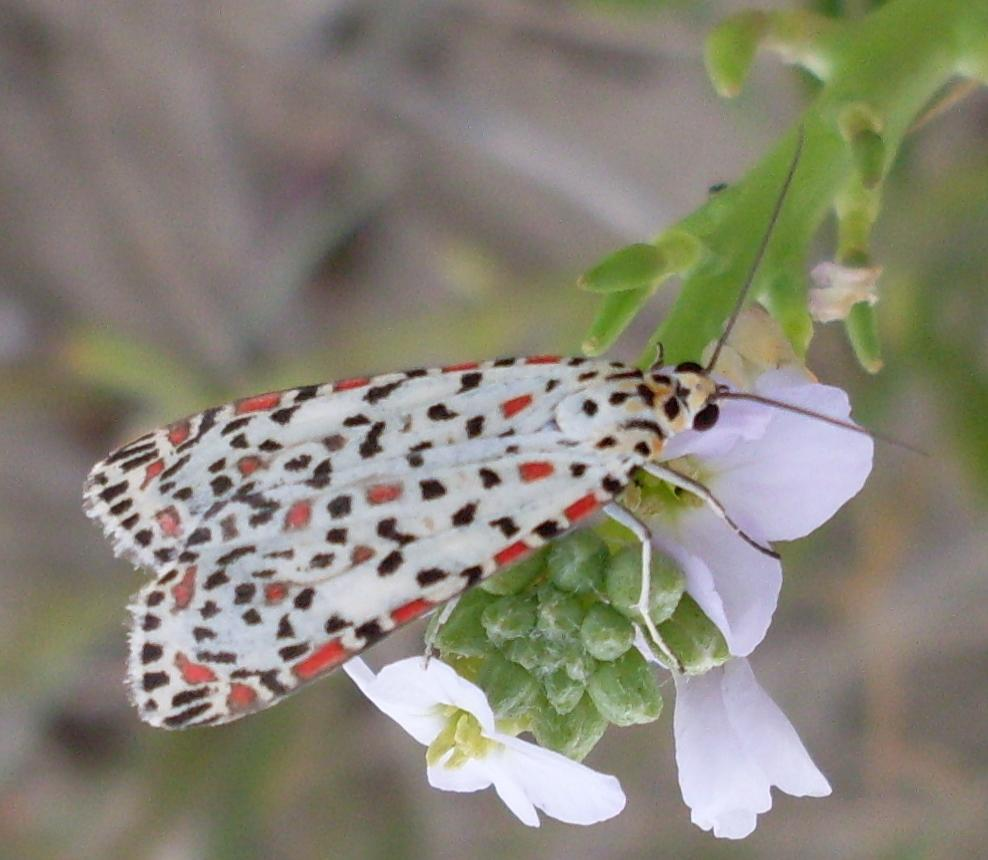

## Specii[1]
- Utetheisa albociliata
- Utetheisa albosignata
- Utetheisa aldabrae
- Utetheisa aldabrensis
- Utetheisa amabilis
- Utetheisa amhara
- Utetheisa antennata
- Utetheisa aphanis
- Utetheisa arcuata
- Utetheisa assumptionis
- Utetheisa bella
- Utetheisa bicolor
- Utetheisa borbonula
- Utetheisa brunneomarginata
- Utetheisa brunneophala
- Utetheisa butleri
- Utetheisa callima
- Utetheisa candida
- Utetheisa clareae
- Utetheisa completa
- Utetheisa comptella
- Utetheisa confluens
- Utetheisa cruentata
- Utetheisa daphonea
- Utetheisa darwini
- Utetheisa delunulata
- Utetheisa depuncta
- Utetheisa designata
- Utetheisa devittata
- Utetheisa devriesi
- Utetheisa dilutior
- Utetheisa diva
- Utetheisa dorsifumata
- Utetheisa dorsifusa
- Utetheisa duplolunata
- Utetheisa elata
- Utetheisa fasciata
- Utetheisa fatela
- Utetheisa fatua
- Utetheisa flava
- Utetheisa formosa
- Utetheisa galapagensis
- Utetheisa grossbecki
- Utetheisa hybrida
- Utetheisa idea
- Utetheisa indica
- Utetheisa intermedia
- Utetheisa kallima
- Utetheisa lactea
- Utetheisa lepida
- Utetheisa lotrix
- Utetheisa lutescens
- Utetheisa maddisoni
- Utetheisa marshallorum
- Utetheisa mediomaculata
- Utetheisa melampyga
- Utetheisa menoni
- Utetheisa nigrolineta
- Utetheisa nigromaculata
- Utetheisa nigrosignata
- Utetheisa nova
- Utetheisa ochreomaculata
- Utetheisa ornatrix
- Utetheisa pallida
- Utetheisa papuana
- Utetheisa pectinata
- Utetheisa perryi
- Utetheisa pulchella
- Utetheisa pulchelloides
- Utetheisa pulchra
- Utetheisa pura
- Utetheisa ruberrima
- Utetheisa rubra
- Utetheisa rubrior
- Utetheisa rubrogrisea
- Utetheisa rubrosignata
- Utetheisa rufomarginata
- Utetheisa saintcroixensis
- Utetheisa salomonis
- Utetheisa semara
- Utetheisa semisignata
- Utetheisa separata
- Utetheisa shiba
- Utetheisa shyama
- Utetheisa socotrensis
- Utetheisa speciosa
- Utetheisa stigmata
- Utetheisa stretchii
- Utetheisa sumatrana
- Utetheisa tenuella
- Utetheisa terminalis
- Utetheisa thytea
- Utetheisa thyter
- Utetheisa umata
- Utetheisa unipunctata
- Utetheisa vaga
- Utetheisa venusta